# Warnik
Warnik [ˈvarnik] (tiếng Đức: Warningshof) là một ngôi làng thuộc khu hành chính của Gmina Kołbaskowo, thuộc Hạt cảnh sát, West Pomeranian Voivodeship, ở phía tây bắc Ba Lan, gần biên giới Đức.